# آوما
شهر آوما (به آلمانی: Auma) در ایالت تورینگن در کشور آلمان واقع شده است.